# Pavel Kolesnikov
Pavel Kolesnikov es un pianista de música clásica nacido en Novosibirsk, Rusia, en 1989.

## Biografía
Pavel Kolesnikov comenzó a estudiar piano y violín a la edad de seis años. Ingresó en el Conservatorio de Moscú en 2007, donde estudió con Sergéi Dorenski y continuó sus estudios en el Real Colegio de Música de Londres, con Norma Fisher. Ha recibido clases magistrales de Dimitri Bashkirov, S. Bishop-Kovacevich, entre otros. En septiembre de 2012 entra en la Capilla de Música Reina Elisabeth de Bélgica, en la sección de piano, bajo la dirección de Maria João Pires, gracias al apoyo económico de Christopher D. Budden, la Fundación RCM Scholarship y la Fundación Hattori.
Ha dado conciertos como solista o como músico de cámara en Rusia, Ucrania, Italia, España, Suiza, Alemania, Reino Unido y Polonia. Ha tocado con orquestas como la Filarmónica Nacional de Rusia, Filarmónica de Londres, Orquesta Philharmonia, Orquesta Sinfónica Brasileña o la Orquesta Sinfónica de Toronto. Reside en Londres.

## Premios
- Primer Premio en el XXIX Concurso Internacional de Piano Delia Steinberg (en francés), en Madrid (España), en 2010.[1]
- Primer Premio en el Concurso Internacional de Piano Gilels.
- Premio Especial del Jurado en el XIV Concurso Internacional P.I. Tchaikovsky en Moscú, en junio de 2011.
- Primer Premio en el Concurso Internacional de Piano Honens en Canadá, en octubre de 2012.[2][3]